# 觀氣道

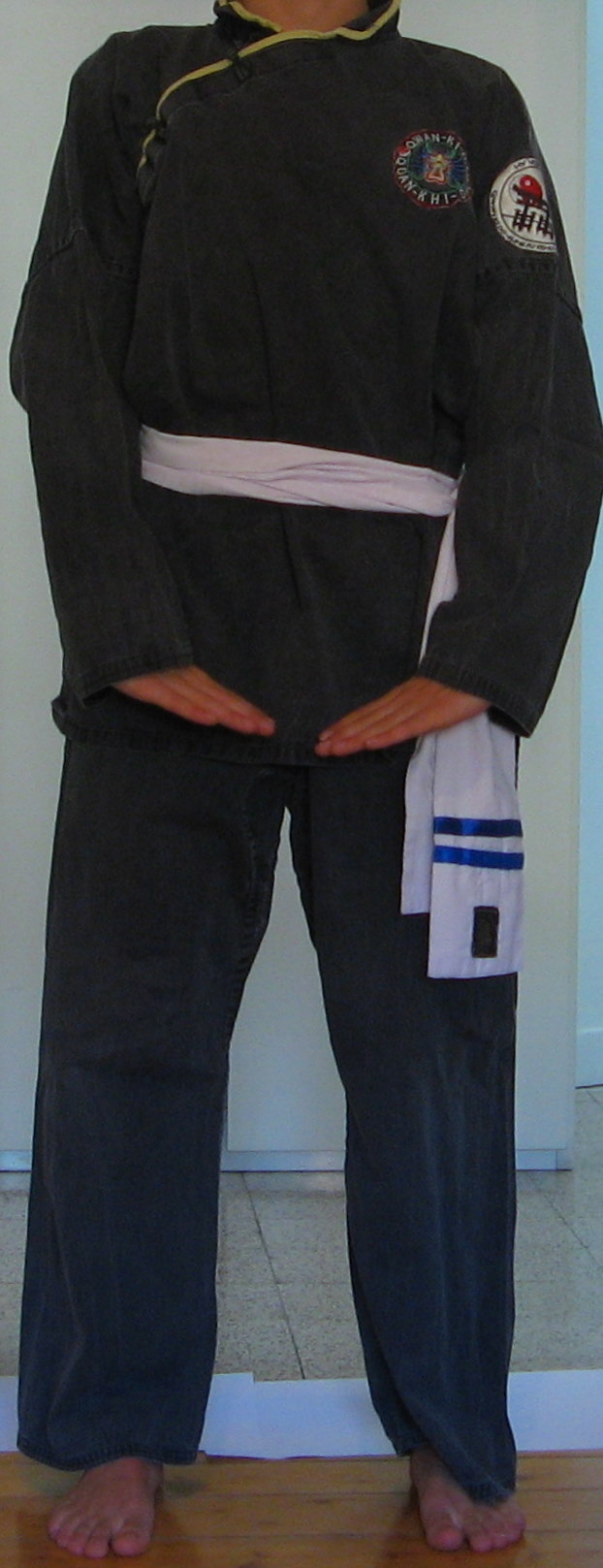
觀氣道服

觀氣道（越南語：Quán Khí Đạo），是一門越南武術，由越南武術家范春從于1981年在法国创立。观气道融合了中国武术、越南武术和欧洲文化的特点，并有观气道武门世界联合会成立。